# 中国の諸言語訳聖書
中国の諸言語訳聖書（ちゅうごくのしょげんごやくせいしょ）では、中国の少数民族の諸言語へ翻訳されたキリスト教聖書のうち、主なものを解説する。
現在、聖書の少数民族言語への翻訳は上海の中国基督教協会による調整の上で行なわれ、南京の愛徳基金会印刷所で印刷されている。

## ナシ語
おもに雲南省のナシ族が使うナシ語の聖書翻訳は、『マルコによる福音書』についてエリーズ・シャプテン（Elise Schapten）によってポラード文字を使って行われ、1932年に英国外国聖書協会が出版した。

## 満洲語
かつて清代まで満洲族に使われてきた満洲語は、その後満洲族の中国語同化により、現在危機に瀕する言語になっている。

## ミャオ語
雲南省で使われるミャオ語での新約聖書は、大花猫文方言（A-Hmao language）について1906年にサム・ポラードにより行われてきて、彼の死後は同僚だった人々によって継続されて、完成後85,000冊が日本で印刷されて、配布された。
1980年代に旧約聖書も翻訳することをミャオ族のキリスト教指導者たちが決定し、ポラード文字を使うか政府が1959年以降勧めてきた新しいミャオ語文字を使うかで議論があったが、ポラード文字を多少改良して使う決定がされた。2000年には10,000部が印刷された。

## モンゴル語
中国の内モンゴル自治区では縦書きモンゴル文字を使う。

## リス語

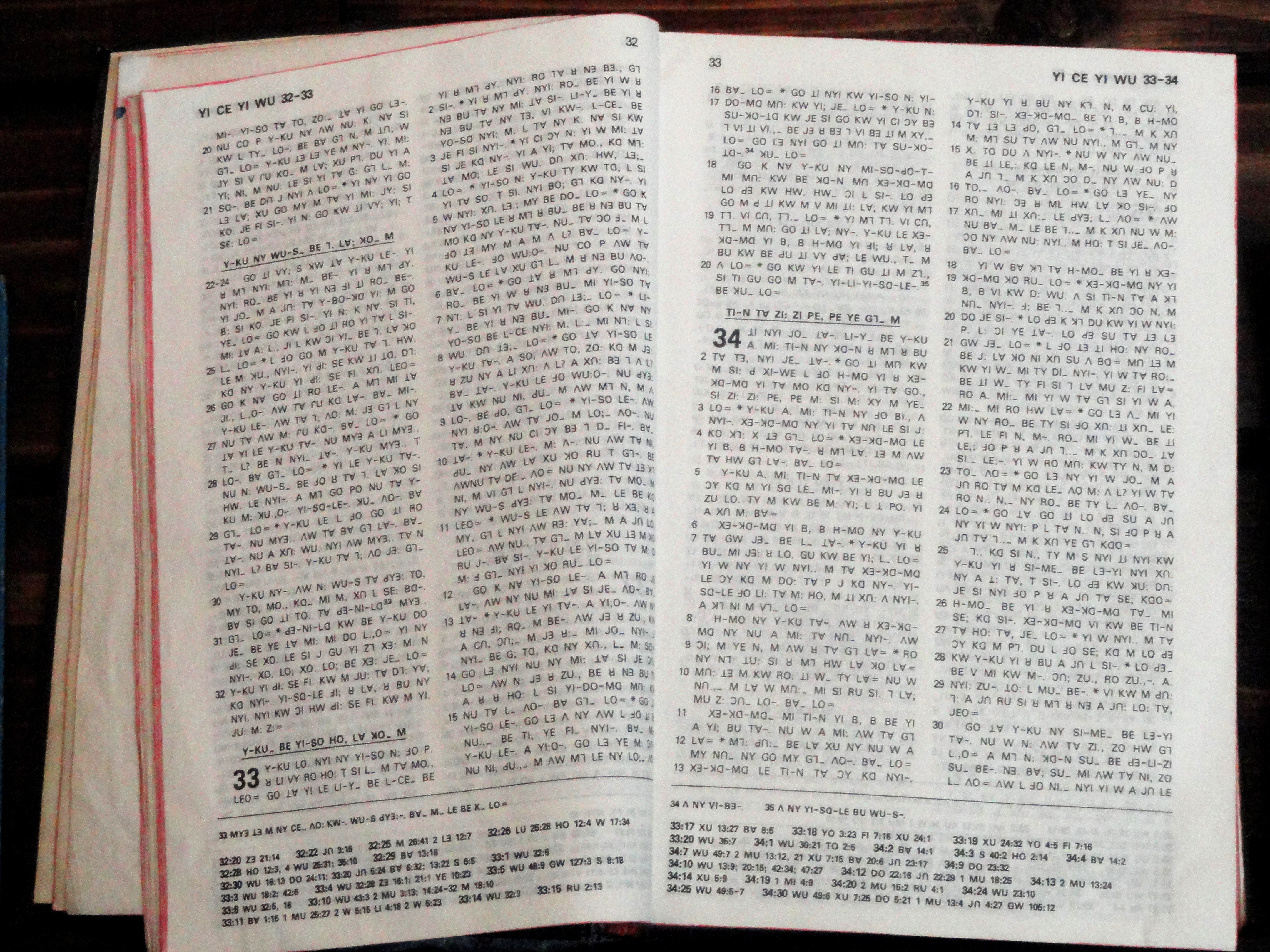
フレイザー文字で書かれたリス語新約聖書（雲南民族博物館）

おもに雲南省に住むリス族（傈僳族）が使うリス語では、ジェームズ・フレイザーがリス語の中央方言用のフレイザー文字で「マルコによる福音書」・「ヨハネによる福音書」の翻訳を始めて、その後何人かの手を経て、1938年には新約聖書が、1968年には旧新約全書が完成している。
| Translation     | John 3:16 |
| --------------- | --------- |
| Unknown edition |           |

## 参照項目
- 聖書翻訳
- 中国の少数民族
- 中国のキリスト教